# جورج بي. هارينجتون
جورج بي. هارينجتون هو سياسي أمريكي، (و. 1850  م). انتخب عضو جمعية ولاية ويسكونسن ‏.